# Hvad nu med Annie Petersen?
Hvad nu med Annie Petersen? er en dansk dokumentarfilm fra 1974.

## Handling
Filmen handler om Annie Petersen, en selverhvervende gift kvinde, der står foran valget af et andet arbejde. Hun er kørt træt i sit nuværende arbejde og vil gerne beskæftige sig med noget, hvor hun har større mulighed at opnå kontakt med andre mennesker. Det er ikke ligegyldigt, hvad hun beskæftiger sig med.